# Лист (риба)
Лист (лат. Solea solea, syn. Solea vulgaris) је риба из породице листова (Soleidae) ред Pleuronectiformes са коштаним скелетом (кошљориба) и несавитљивим, коштаним жбицама у леђном и аналном перају (тврдоперка). Заједно са листом брадавкаром (Solea lascaris) спада међу девет познатих јадранских врста листова. 

## Опис
Очи као и код осталих врста - има само на једној страни тела. На боку са очима је смеђезеленкасте или сивкасте боје, неправилно измрљана тамном бојом. На врху прсног пераја има црнкасту мрљу, а на слепој страни је беличасте боје. Нарасте и до 50 cm у дужину, а тежине може бити и до 1 kg. 

## Распрострањеност и станиште
Живи у приобалном муљевитом и песковитом дну у Јадранском и Средоземном мору и источном делу Атлантика. Може се наћи и на ушћима река (Неретва).

## Лов
Лови се мрежом стајачицом, мрежом потегачом, кочом, ретко на парангалом и штапом. Може се ловити и остима. Месо листа је веома укусно.